# فا (بولينزيا الفرنسية)
فا هي بلدية فرنسية تقع في جزيرة تاهيتي وهي ضاحية لبابيتي عاصمة بولينزيا الفرنسية.بلغ عدد السكان في 2017 29،506 نسمة وبذلك هي أكثر البلديات سكاناً في جزيرة تاهيتي وبولينيزيا الفرنسية.